# Лемонкур
Лемонку́р (фр. Lemoncourt) — коммуна во французском департаменте Мозель региона Лотарингия. Относится к  кантону Дельм.	

## География
Лемонкур расположен в 33 км к юго-востоку от Меца недалеко от Дельма. Соседние коммуны: Дельм на севере, Донжё на северо-востоке, Орьокур и Ланёввиль-ан-Сольнуа на востоке, Малокур-сюр-Сей на юго-западе, Пюзьё на северо-западе.

## История
- Деревня бана Дельма, собственность аббатства Сент-Арнуль-э-Сен-Венсан в Меце.
- Присоединена к Франции в 1661 году.
- В XV веке в Лемонвиле проходили ярмарки.

## Демография
По переписи 2008 года в коммуне проживало 75 человек.

## Достопримечательности
- Церковь Нотр-Дам Нативите-де-ла-Вьерж, колокол XII века, восстановлена в XIX веке.